# 인공 어초
인공 어초란 인공적으로 해중이나 해저에 구조물을 설치하여 대상 해양생물을 정착시키거나 끌어 모으고, 그에 대한 보호와 배양하는 것을 목적으로 하는 어장시설로 해양생물의 생활환경과 특성을 활용한 대표적인 수산자원 조성 방법으로, 바다의 목장이라고도 불린다.
콘크리트 구조물, 폐선, 폐타이어 등을 바다 속에 투하함으로써 어류가 서식할 수 있는 환경을 만들어 주는 구조물이다. 투하된 구조물에 해조가 부착하여 번식을 하게 되면 물고기들이 은신처 또는 서식처가 되고, 해조류를 먹고 사는 전복ㆍ소라 등의 어패류 등 많은 수산자원을 확보할 수 있어 어업 증진에 뿐만 아니라 엄청난 경제적 파급 효과를 누릴 수 있다.
하지만, 인공어초로 사용되는 콘크리트 구조물이나 폐선ㆍ폐타이어 등에서 나오는 독성 때문에 오히려 바닷물이 오염되고, 생태계가 파괴되어 오히려 역효과가 나타나고 있다. 실제 사례로, 미국에서 1972년 바다 속에 200만 개의 폐타이어를 투하했다가 30여 년이 지난 후 폐타이어의 화학성분으로 인해 생태계를 파괴한 것으로 조사되기도 했다. 이에 따라 독성이 없고 내구성이 뛰어난 인공어초 개발이 필요하다는 의견이 제기되고 있다. 

## 참고 자료
- 인공어초사업이란? 보관됨 2020-01-15 - 웨이백 머신 - 한국수산자원공단